# 埃斯普拉
埃斯普拉（法語：Esplas）是法国阿列日省的一个市镇，属于帕米耶区（Pamiers）萨韦尔丹县（Saverdun）。该市镇2009年时的人口为103人。

## 人口
埃斯普拉人口变化图示
| 数据来源：INSEE |